# Гримм, Вильгельм (рейхсляйтер)
Вильге́льм Гри́мм (нем. Wilhelm Grimm; 31 декабря 1889, Хоф на Заале, Бавария, Германская империя — 21 июля 1944, Косвиг близ Ансбаха, Анхальт, нацистская Германия) — партийный деятель НСДАП, председатель 2-й палаты Высшего партийного суда НСДАП (июнь 1932 года — август 1941 года), рейхсляйтер (2 июня 1932 года — август 1941 года), группенфюрер СС (27 января 1934 года), генерал-лейтенант полиции (1 июля 1944 года).

## Биография
В 1906—1909 годах учился в унтер-офицерской школе в Фюрстенфельдбруке, после окончания которой поступил в 14-й Баварский пехотный полк (Нюрнберг), где служил с 1909 по 1911 год. В 1912 году служил в одной из военных комендатур в Нюрнберге. В 1913—1914 годах служил в штабе 5-й Баварской пехотной дивизии. В Первую мировую войну с 5 августа 1914 до 6 августа 1917 года служил фельдфебелем. С августа 1917 года — в районном комиссариате Ансбаха. 31 октября 1919 года уволен из армии в чине лейтенанта запаса.
С 1 апреля 1920 года — обер-секретарь управления социального обеспечения Ансбаха. С 1920 года состоял членом «Германского промышленного содружества». В 1921 году вступил в Германскую социальную партию, во главе которой стоял Юлиус Штрейхер. Эта партия целиком вошла в НСДАП Адольфа Гитлера и, таким образом, Гримм в 1922 году оказался в НСДАП. После воссоздания НСДАП после её запрета и выхода Гитлера из ландсбергской тюрьмы вторично вступил в НСДАП 27 февраля 1925 года (партбилет № 10 134). С 1926 года руководитель районной партийной организации (крейслейтер) Ансбаха. С 1 апреля 1927 года — хозяйственный инспектор.
3 сентября 1928 года стал руководителем областной партийной организации (гауляйтером) Центральной Франконии и тогда же — членом земельного парламента (ландтага) Баварии. Когда в 1929 году произошло объединение двух областных партийных организаций (гау) «Центральная Франкония» и «Нюрнберг» в одно — «Франконию», стал заместителем гаулейтера Юлиуса Штрейхера. В январе 1932 года стал заседателем в партийном Следственно арбитражном комитете (УШЛА), а в июне 1932 года стал председателем 2-й палаты УШЛА. Сама УШЛА в декабре 1933 года была преобразована в Высший партийный суд НСДАП. Фактически Гримм стал заместителем председателя Высшего партийного суда рейхсляйтера Вальтера Буха. 5 марта 1933 года стал депутатом рейхстага от Франконии. С 16 октября 1933 года — член СС.
16 февраля 1940 года гауляйтер Франконии Юлиус Штрейхер на заседании Высшего партийного суда под председательством Вальтера Буха был снят со всех постов и наград по обвинению в злоупотреблении служебным положением. На деле же отставки Штрейхера требовал Герман Геринг, которого Штрейхер публично обвинил в импотенции. Таким образом и судьба Вильгельма Гримма была предрешена, поскольку он был тесно связан со Штрейхером на протяжении 20 лет.
В августе 1941 года он был снят с поста председателя 2-й палаты Высшего партийного суда, перестал быть рейхсляйтером и был направлен на службу в вермахт — капитаном охранного полка; воевал на советско-германском фронте. 21 июня 1944 года получил тяжёлое ранение в автокатастрофе в районе Косвига, Анхальт. Похоронен 26 июля 1944 года в Шлирзе.

## Награды
- Железный крест 2-го класса
- Медаль Принца-Регента Луитпольда
- Почётный крест ветерана войны
- Шеврон старого бойца
- Золотой партийный знак НСДАП
- Медаль За выслугу лет в НСДАП в бронзе, серебре и золоте
- Кольцо «Мёртвая голова»
- Почётная сабля рейхсфюрера СС